# ORP Nieuchwytny (1934)
ORP Nieuchwytny – polski rzeczny ciężki kuter uzbrojony z okresu międzywojennego, II wojny światowej i okresu powojennego.

## Historia
Do lat 30. XX wieku Polska Marynarka Wojenna nie dysponowała jednostkami pośrednimi pomiędzy monitorami rzecznymi a małymi jednostkami jak kanonierka czy zwykłe kutry uzbrojone. Dlatego też komandor Witold Zajączkowski zlecił opracowanie projektu takiej jednostki (tzw. kuter typu N). Tak narodził się projekt ciężkiego kutra uzbrojonego, którego jedynym egzemplarzem w polskiej flocie był ORP „Nieuchwytny”.
Kuter budowano w latach 1932–1934 w Stoczni Modlińskiej, podległej Państwowym Zakładom Inżynierii. Mimo pewnych niedociągnięć i zmian konstrukcyjnych w porównaniu do pierwotnego projektu okręt został odebrany i 27 kwietnia 1934 roku włączony do III Dywizjonu Bojowego flotylli pińskiej. Pierwszym dowódcą jednostki został bosmanmat Czesław Majewski.
Jednak jeszcze w tym samym roku musiano – po interwencji kmdr. Zajączkowskiego – dokonać wymiany śrub na większe i „Nieuchwytny” zwiększył swoją prędkość z 18 km/h do ponad 21 km/h. Do końca roku prowadzono też inne drobne modernizacje. Kłopoty przy budowie pierwszego egzemplarza kutra typu N sprawiły jednak, że zrezygnowano z budowy kolejnych jednostek tego typu.
Kuter był lekko opancerzony – opancerzenie wieży dowodzenia wynosiło 12 mm, wieży artyleryjskiej i ścian maszynowni – 8 mm, burt kadłuba – 6 mm, pokładu – 4 mm.

## Służba

### Do września 1939
Do roku 1939 okręt służył we flotylli pińskiej. Jednak w marcu 1939 zdecydowano o powołaniu do życia tzw. Oddziału Wydzielonego Rzeki Wisły, do którego wszedł także ORP „Nieuchwytny”. W tym czasie jego dowódcą był por. mar. Olgierd Koreywo, a jego zastępcą bosmanmat Stanisław Marcisz.
W związku z przeniesieniem do nowej jednostki ORP „Nieuchwytny” w połowie kwietnia przypłynął do Modlina, ale w drugiej połowie czerwca wraz z innymi jednostkami został przeniesiony do Torunia, aby już 6 lipca stanąć w porcie w Brdyujściu. Miało to związek z podporządkowaniem OW Wisła Armii Pomorze i rozkazem wzmocnienia obrony mostów na Wiśle.

### Kampania wrześniowa
Do czynnej walki w wojnie obronnej ORP „Nieuchwytny” włączył się 2 września, gdy wraz z innymi jednostkami odpierał naloty bombowców pod Fordonem, gdzie zanotował – wspólnie z resztą okrętów – zestrzelenie jednego bombowca. Następnego dnia kuter brał udział w ewakuacji resztek pułku starogardzkich szwoleżerów pod Strzelcami. W następnych dniach cały OW osłaniał Toruń od strony rzeki Drwęcy, a 8 września ORP „Nieuchwytny” przedarł się do Włocławka. W tym czasie kuter miał już poważne problemy z pływaniem, ze względu na dość szybko opadający poziom wody.
10 września okręt został niemal zupełnie unieruchomiony wskutek niskiego stanu Wisły pod Popłacinem. W związku z tym załoga dokonała jego samozatopienia.

### Dalsza służba
Po zakończeniu walk, kuter został wydobyty przez Niemców i wyremontowany w Płocku. Do początku 1945 służył jako Wachtkutter „Pionier”, biorąc udział m.in. w ostrzeliwaniu stolicy podczas powstania warszawskiego. W międzyczasie – w 1944 – dokonano modernizacji jego uzbrojenia.
W czasie radzieckiej ofensywy na początku 1945, Niemcy zatopili kuter pod Płockiem, gdzie spoczywał aż do wiosny 1947. Wtedy to zdecydowano się na jego ponowne wydobycie. Remont jednostki zakończono jesienią i – już po raz drugi – zmieniono mu nazwę. Do końca służby ORP „Nieuchwytny” służył jako ORP „Okoń”:
- w latach 1947–1955 w Szczecińskim Obszarze Nadmorskim;
- w okresie 1955–1957 w Wojskach Ochrony Pogranicza.

W roku 1957 kuter został wycofany ze służby, a w 1973 złomowano go w Świnoujściu.